# 許浚 (小惑星)
許浚（ホ・ジュン、72059 Heojun）は、小惑星帯に位置する小惑星。韓国の普賢山天文台で、チョン・ヨンボムとイ・ビョンチョルが発見した。
李氏朝鮮時代の医者で、朝鮮第一の医書として名高い『東医宝鑑』を完成させた許浚から命名された。